# Nicolas Souchu

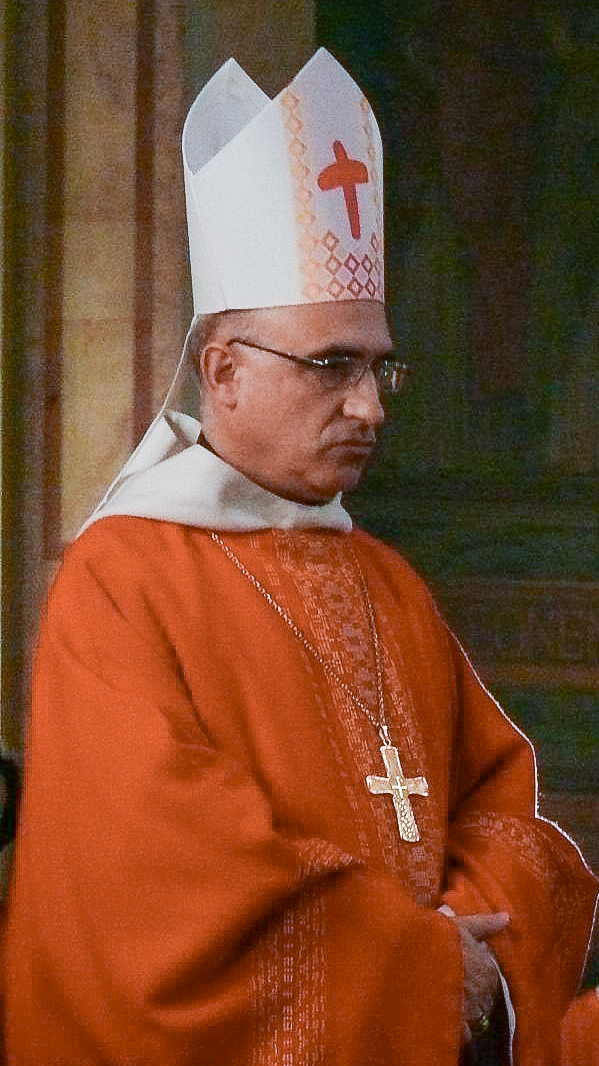
Mgr Nicolas Souchu

Wappen von Weihbischof Nicolas Souchu

Nicolas Jean-Marie Souchu (* 25. Juli 1958 in Neuilly-sur-Seine, Frankreich) ist ein französischer Geistlicher und römisch-katholischer Bischof von Aire und Dax.

## Leben
Nicolas Souchu studierte bis 1980 Wirtschafts- und Sozialwissenschaften an der Universität von Orléans und wechselte anschließend zum dortigen Priesterseminar. Am 1. Juni 1986 empfing er das Sakrament der Priesterweihe für das Bistum Orléans. Von 1990 bis 2000 war er bischöflicher Vikar für die Stadt Orleáns, ehe er zum Generalvikar des Bistums berufen wurde. Von 2003 bis 2008 war Souchu in der französischen Bischofskonferenz Sekretär der Kommission für Priester und Laien in der Mission, deren Mitglied er nach seiner Bischofsweihe wurde.
Am 28. November 2008 ernannte ihn Papst Benedikt XVI. zum Titularbischof von Cataquas und zum Weihbischof in Rennes. Der Erzbischof von Rennes, Pierre d’Ornellas, spendete ihm am 18. Januar 2009 die Bischofsweihe; Mitkonsekratoren waren der Bischof von Nanterre, Gérard Daucourt, und der Bischof von Orléans, André Fort.
Am 15. November 2017 ernannte ihn Papst Franziskus zum Bischof von Aire und Dax. Die Amtseinführung fand am 17. Dezember desselben Jahres statt.